# Elna Montgomery
Elna Charlotte Elvira Montgomery (Estocolm, 23 d'octubre de 1885 – Båstad, Escània, 13 de juny de 1981) va ser una patinadora artística sobre gel sueca que va competir a començaments del segle xx.
El 1908 va prendre part en els Jocs Olímpics de Londres, on fou quarta en la prova individual femenina del programa de patinatge artístic.
En el seu palmarès destaquen dos campionats nacionals absoluts i un de categoria júnior.

## Resultats
| Competició            | 1900  | 1901  | 1902 | 1903 | 1904 | 1905 | 1906 | 1907 | 1908 | 1909 | 1910 | 1911 | 1912 | 1913 | 1914 | 1915 | 1916 |
| --------------------- | ----- | ----- | ---- | ---- | ---- | ---- | ---- | ---- | ---- | ---- | ---- | ---- | ---- | ---- | ---- | ---- | ---- |
| Jocs Olímpics d'Estiu |       |       |      |      |      |      |      |      | 4a   |      |      |      |      |      |      |      |      |
| Jocs Nòrdics          |       |       |      |      |      | 4a   |      |      |      | 3a   |      |      |      |      |      |      |      |
| Campionat de Suècia   | 2a J. | 1a J. |      |      |      |      |      |      | 1a   |      |      |      | 1a   |      |      |      | 2a   |